# Crystal Kelly Cup
Der Crystal Kelly Cup (auch Crystal-Kelly-Turnier, Crystal Kelly Trophy oder Crystal Kelly Tournament) war ein prestigeträchtiges, hoch dotiertes Karambolage-Einladungsturnier in der Disziplin Dreiband. Es wurde von 1994 bis 2011 insgesamt 18-mal, an wechselnden Spielorten, meist in Monte-Carlo und Nizza, ausgetragen.

## Geschichte
Ins Leben gerufen wurde das Turnier 1994 von dem Geschäftsmann und Software-Gründer Joop van Oosterom, einem bekannten Billard- und Schachmäzen. Namensgebend war seine Tochter Crystal Kelly van Oosterom. Seiner anderen Tochter Melody Amber widmete der 2-fache Fernschachweltmeister das gleichnamige Turnier das seit 1992 ebenfalls in Monte Carlo/Nizza in den Disziplinen Schnellschach und Blindschach ausgetragen wird. Es fand 2012 zum letzten Mal statt.
Im Jahr 2010 erklärte van Oosterom, dass er das Sponsoring im folgenden Jahr aufgeben werde. So wurde das 2011er-Turnier das Letzte. Raymond Ceulemans war von Anfang an mit dabei, von 1994 bis 2006 als Spieler und, nach seinem Rückzug aus dem aktiven Billardsport (2006), als Turnierdirektor. In seinen spielaktiven Anfangsjahren belegte er immer vordere Plätze, obwohl er das Turnier niemals gewinnen konnte. Torbjörn Blomdahl und Dick Jaspers nahmen an allen 18 Turnieren teil. Jaspers ist mit acht Siegen Rekordgewinner, Blomdahl mit 5 Siegen Zweiter der "ewigen" Turnierliste.
Der Crystal Kelly Cup wurde 13-mal in Monte Carlo, dreimal in Nizza und je einmal in Scheveningen und Antwerpen ausgetragen, jeweils zum Ende der Saison Anfang Juni. Einzige Ausnahme war das Jahr 2005 als das Turnier Ende August stattfand.
Mit einem Preisgeld um die 70.000 USD gehörte das Turnier zu den bestdotierten der Welt. Es wurden Extraprämien für besondere Leistungen gezahlt und der Sieger kassierte ca. 20.000 USD. Ähnlich wie die AGIPI Billard Masters in Schiltigheim wurde es wie eine kleine Weltmeisterschaft eingeschätzt. Bei den Spielern, die das Turnier auch „Monaco“ nannten, genoss es eine hohe Reputation. Jeder folgte gerne der Einladung von van Oosterom. Alle Spieler, samt Frauen bzw. Partnerinnen, wurden eingeflogen und waren eine Woche lang Gäste der Familie van Oosterom. Täglich stand für jeden nur ein Spiel auf dem Plan, was Zeit für Ausflüge und Exkursionen ließ. Übertroffen wurden die Preisgelder erst 2018 bei dem vom US-Milliardär Robert Mercer ausgerichteten McCreery Dreiband Champion of Champions.
Teilnehmer aus den D-A-CH Ländern gab es nicht. Einziger Teilnehmer aus Amerika war Sang Chun Lee aus den  Vereinigten Staaten.
Van Oosterom verstarb, wie erst im Februar 2017 bekannt wurde, im November 2016 in seiner Wahlheimat Monaco.

## Turnieraufbau
Die Teilnehmerzahl lag zwischen acht und zehn Spielern. Insgesamt nahmen 17 unterschiedliche Spieler an dem Turnier teil. Viele Spieler wurden über die Jahre eingeladen, so z. B.: Semih Saygıner (16 ×), Frédéric Caudron (15 ×), Frans van Kuijk (13 ×), Marco Zanetti (11 ×) und Daniel Sánchez (8 ×)
Beim letzten Turnier wurden die zehn Teilnehmer in zwei Gruppen zu je fünf Spielern aufgeteilt.

Diese waren:
- Gruppe A:
  -  Marco Zanetti
  -  Frédéric Caudron
  -  Eddy Merckx
  -  Frans van Kuijk
  -  Filipos Kasidokostas
- Gruppe B:
  -  Dick Jaspers
  -  Torbjörn Blomdahl
  -  Daniel Sánchez
  -  Semih Saygıner
  -  Peter Ceulemans

Gespielt wurde in der Gruppenphase im Round-Robin-Modus (mit Nachstoß) und in der Finalrunde im K.-o-Modus jeweils auf 50 Punkte ohne Nachstoß. Die Plätze 3–10 wurde ausgespielt.
| Name                 | Anz. | Jahr                        |
| -------------------- | ---- | --------------------------- |
| Dick Jaspers         | 8    | 1994, 1999, 2001–2005, 2007 |
| Torbjörn Blomdahl    | 5    | 1995–1997, 2000, 2006       |
| Frédéric Caudron     | 3    | 1998, 2008, 2009            |
| Marco Zanetti        | 1    | 2010                        |
| Filipos Kasidokostas | 1    | 2011                        |

## Turnierstatistik
Der GD gibt den Generaldurchschnitt des jeweiligen Spielers während des Turniers an.
| Nr. | Jahr   | Ort          | Sieger               | GD    | Platz 2           | GD    | Platz 3           | GD    | Quelle |
| --- | ------ | ------------ | -------------------- | ----- | ----------------- | ----- | ----------------- | ----- | ------ |
| 01  | 1994   | Monte-Carlo  | Dick Jaspers         | 1,840 | Torbjörn Blomdahl | 1,803 | Ludo Dielis       | 1,705 | [ 3 ]  |
| 02  | 1995   | Monte-Carlo  | Torbjörn Blomdahl*1  | 2,324 | Dick Jaspers      | 1,976 | Raymond Ceulemans | 1,593 | [ 4 ]  |
| 03  | 1996   | Monte-Carlo  | Torbjörn Blomdahl    | 2,160 | Raymond Ceulemans | 1,696 | Dick Jaspers      | 1,629 | [ 5 ]  |
| 04  | 1997*2 | Monte-Carlo  | Torbjörn Blomdahl    | 1,976 | Dick Jaspers      | 1,650 | Semih Saygıner    | 1,774 | [ 6 ]  |
| 05  | 1998   | Monte-Carlo  | Frédéric Caudron     | 1,690 | Dick Jaspers*3    | 2,060 | Torbjörn Blomdahl | 2,155 | [ 7 ]  |
| 06  | 1999*4 | Monte-Carlo  | Dick Jaspers         | 2,035 | Torbjörn Blomdahl | 1,867 | Frédéric Caudron  | 1,736 | [ 8 ]  |
| 07  | 2000   | Monte-Carlo  | Torbjörn Blomdahl    | 1,663 | Frans van Kuijk   | 1,617 | Frédéric Caudron  | 1,800 | [ 9 ]  |
| 08  | 2001   | Monte-Carlo  | Dick Jaspers         | 1,823 | Semih Saygıner    | 1,744 | Dion Nelin        | 1,776 | [ 10 ] |
| 09  | 2002   | Monte-Carlo  | Dick Jaspers*5       | 2,536 | Frédéric Caudron  | 2,150 | Semih Saygıner    | 1,748 | [ 11 ] |
| 10  | 2003   | Scheveningen | Dick Jaspers         | 2,317 | Frédéric Caudron  | 2,087 | Torbjörn Blomdahl | 1,870 | [ 12 ] |
| 11  | 2004   | Monte-Carlo  | Dick Jaspers         | 2,258 | Daniel Sánchez    | 1,842 | Frans van Kuijk   | 1,740 | [ 13 ] |
| 12  | 2005   | Monte-Carlo  | Dick Jaspers         | 2,012 | Torbjörn Blomdahl | 1,807 | Semih Saygıner    | 1,915 | [ 14 ] |
| 13  | 2006   | Monte-Carlo  | Torbjörn Blomdahl*6  | 2,081 | Dick Jaspers      | 2,228 | Frédéric Caudron  | 1,740 | [ 15 ] |
| 14  | 2007   | Monte-Carlo  | Dick Jaspers         | 2,174 | Daniel Sánchez    | 1,928 | Raimond Burgman   | 1,729 | [ 16 ] |
| 15  | 2008   | Antwerpen    | Frédéric Caudron     | 1,881 | Torbjörn Blomdahl | 1,737 | Dick Jaspers      | 1,911 | [ 17 ] |
| 16  | 2009*7 | Nizza        | Frédéric Caudron     | 2,125 | Torbjörn Blomdahl | 1,844 | Eddy Merckx       | 2,078 | [ 18 ] |
| 17  | 2010   | Nizza        | Marco Zanetti        | 2,142 | Torbjörn Blomdahl | 1,697 | Dick Jaspers*8    | 2,472 | [ 19 ] |
| 18  | 2011   | Nizza        | Filipos Kasidokostas | 2,198 | Marco Zanetti     | 2,015 | Dick Jaspers*9    | 2,622 | [ 20 ] |

Anmerkungen
- *1 Blomdahl spielte einen inoffiziellen Weltrekord von 2,324 im GD und einen ED von 3,571 (dito 1996)
- *2 In der Saison 1997/98 spielte in Holland zum ersten Mal die von Oosterom gegründete und gesponserte Mannschaft Crystal Kelly. Spieler waren unter anderem R. Ceulemans, Caudron und van Kuijk. Die Mannschaft gewann auch zweimal den Europacup (Coupe d’Europe).
- *3 Jaspers spielte einen ED von 4,166
- *4 R. Ceulemans spielt einen ED von 3,846
- *5 Jaspers spielt einen ED von 5,000(!), 50 Punkte in 10 Aufnahmen
- *6 Blomdahl spielt einen ED von 3,846
- *7 2009 wurde der beste Turnierdurchschnitt mit 1,865 gespielt
- *8 Jaspers spielt einen ED von 4,545
- *9 Jaspers spielte einen GD von 2,623, der bisher Beste in einem Turnier.

## Galerie vom Turnier 1999
siehe auch

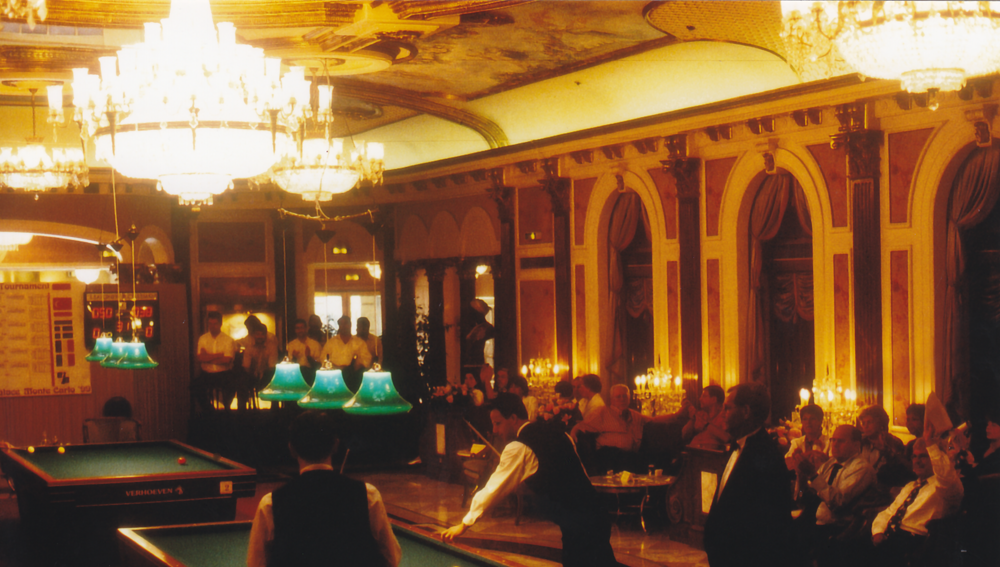
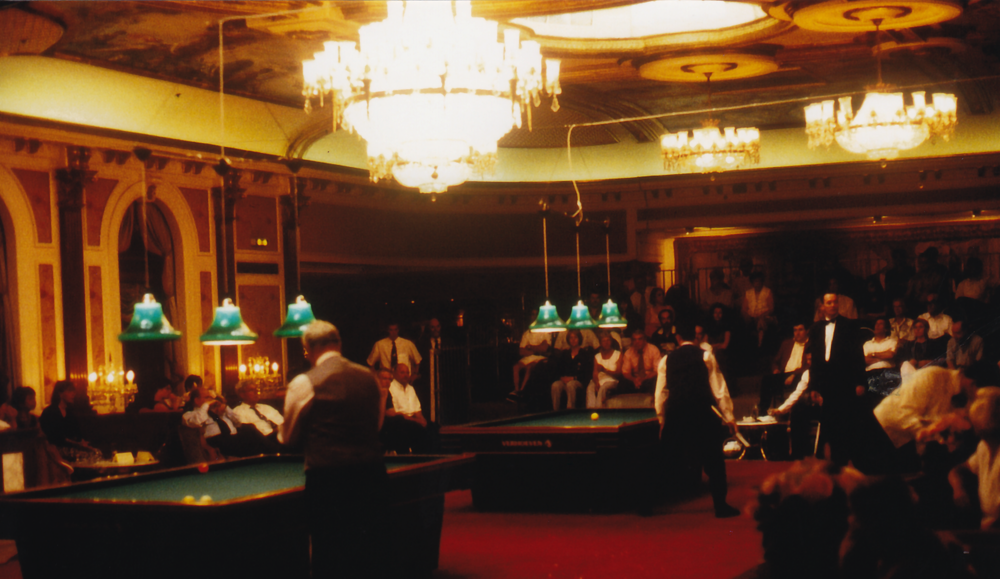
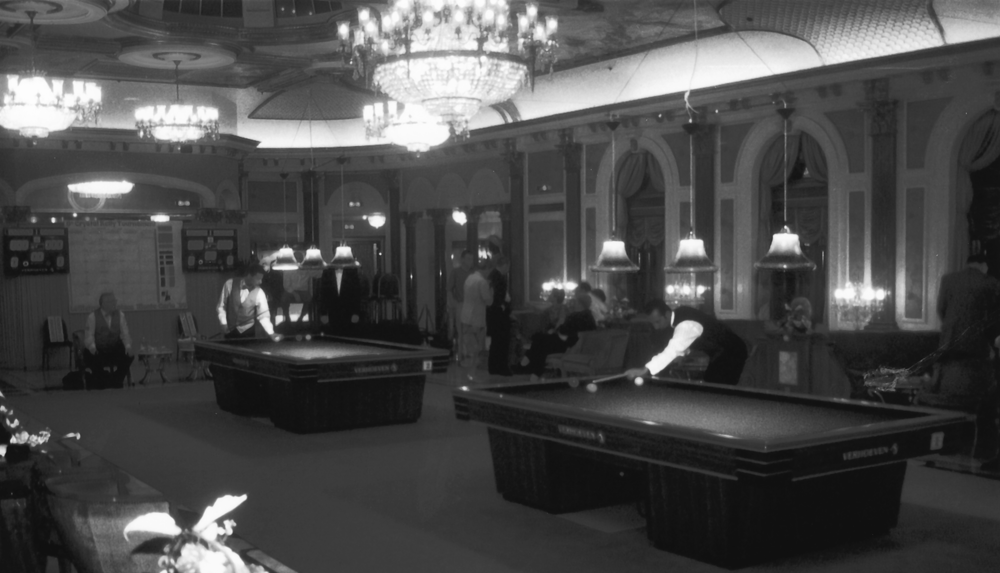
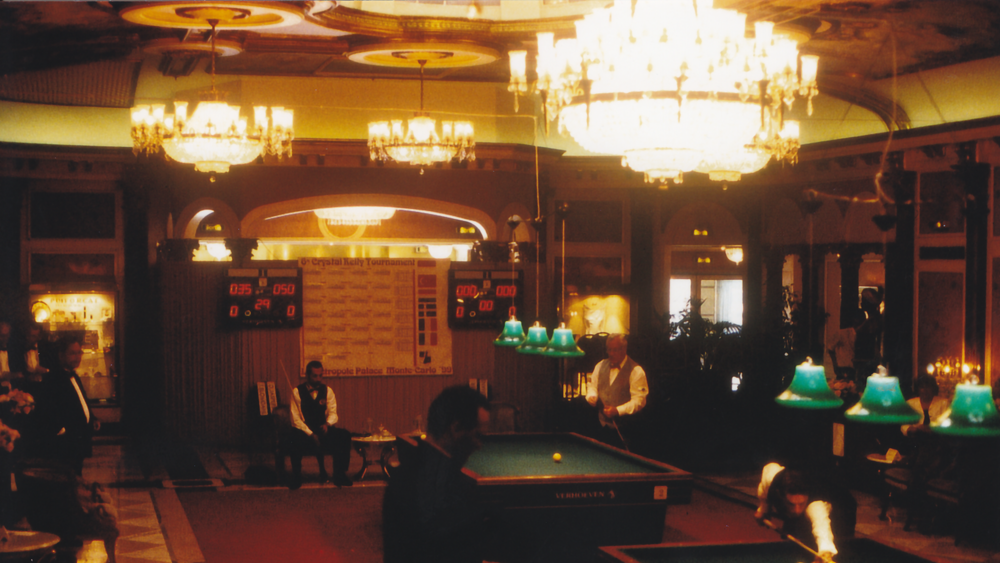
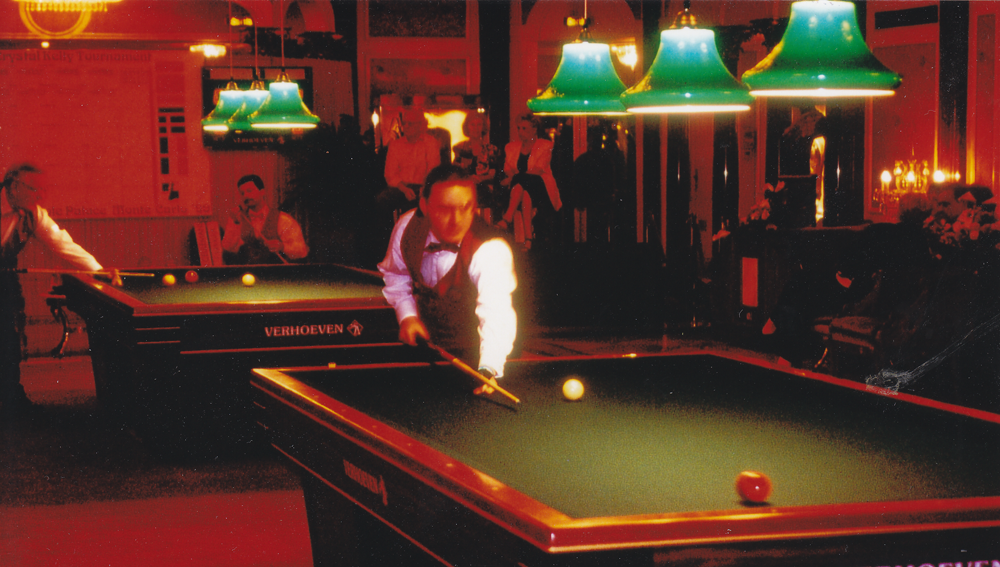
Frédéric Caudron
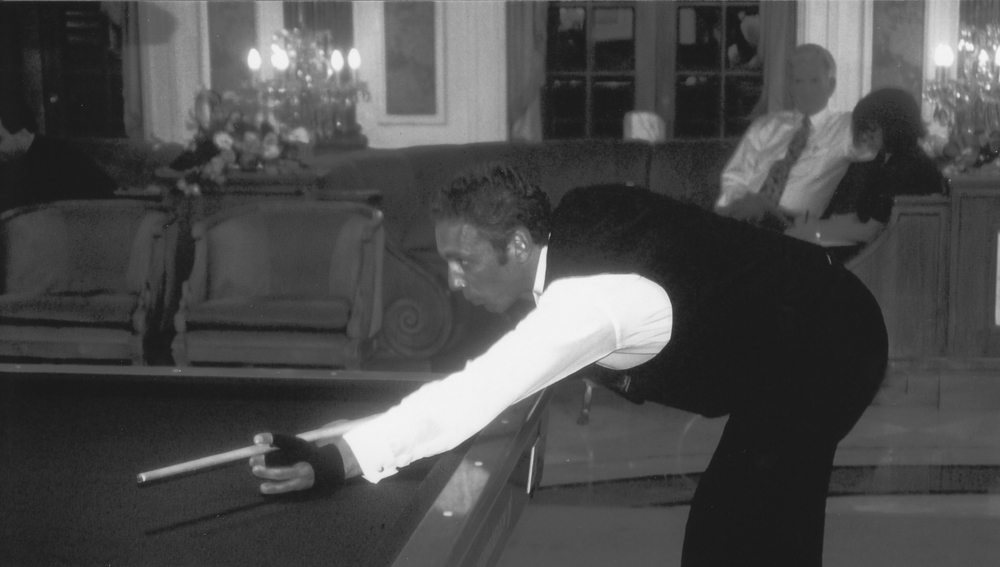
Marco Zanetti
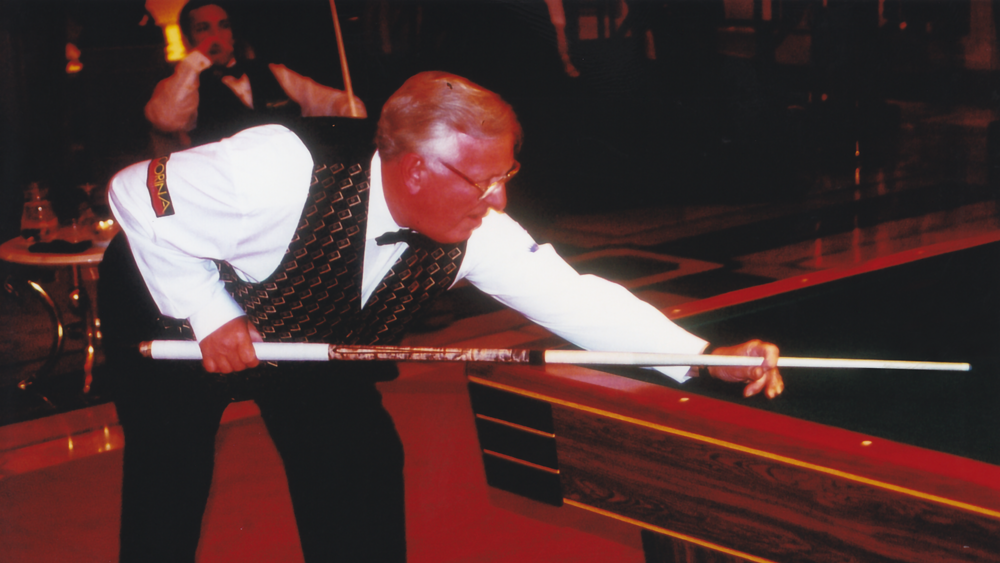
Raymond Ceulemans
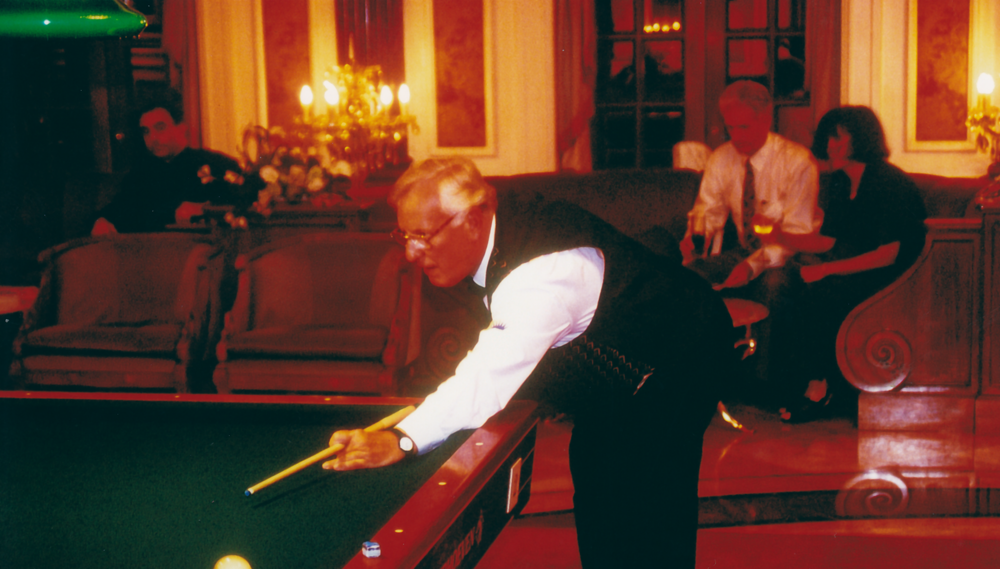
Raymond Ceulemans
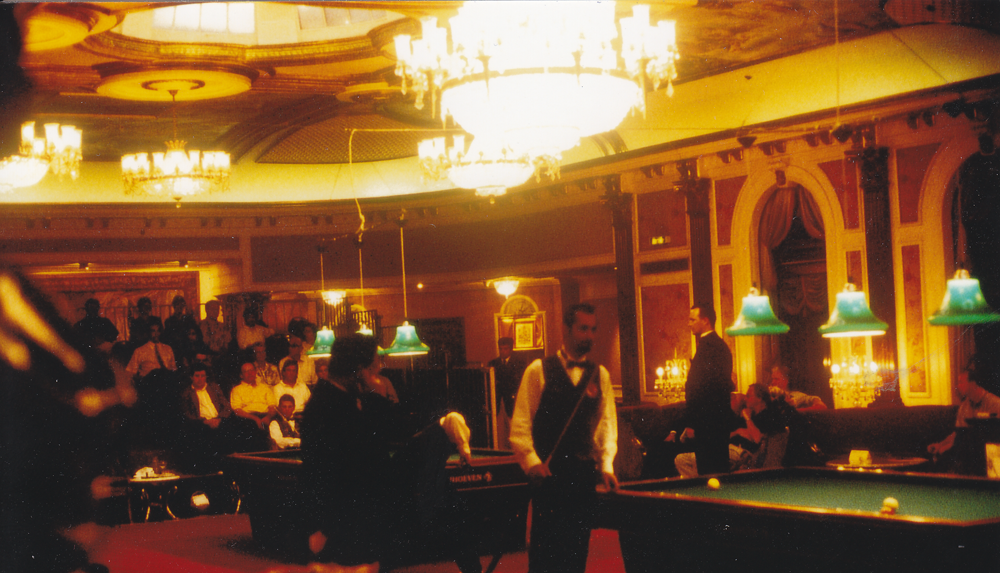
Semih Saygıner